# Chris Potter (saxo)

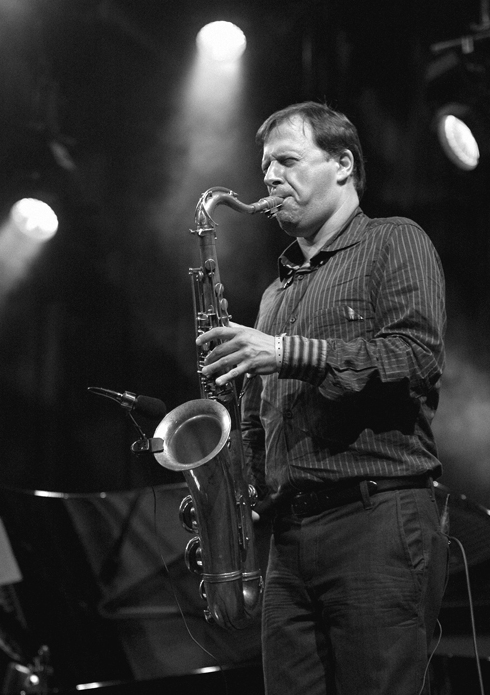
Chris Potter en el North Sea Jazz Festival

Chris Potter (nacido el 1 de enero de 1971) es un saxofonista, compositor y multinstrumentista de jazz estadounidense. Su instrumento principal es el saxo tenor, pero también toca el saxo soprano y el alto, el clarinete bajo, las flautas, la guitarra y el piano.

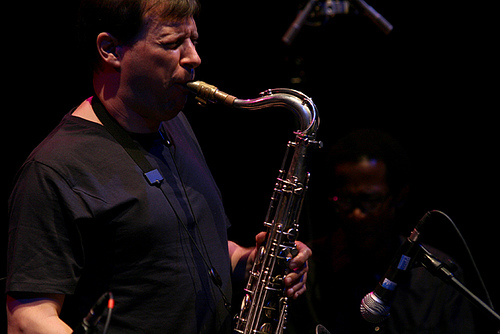
Chris Potter

Potter llegó a la fama como músico de estudio con el trompetista Red Rodney, antes de colaborar con el baterista Paul Motian, el bajista Dave Holland, el trompetista Dave Douglas y otros. Grabó su álbum de debut en 

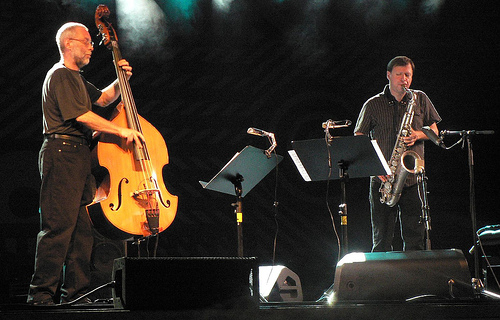
Chris Potter con Dave Holland

1993 y según el crítico Steve Huey, "silenciosamente se convirtió en uno de los más sofisticados y respetados estilistas de los años 90 y principios de los 2000."

## Formación y comienzos
Chris Potter nació en Chicago, Illinois, pero su familia pronto se mudó a Columbia, Carolina del Sur, donde pasó sus años formativos. Potter mostró un temprano interés en una gran variedad de música diferente y aprendió fácilmente varios instrumentos, incluyendo la guitarra y el piano. Rápidamente se dio cuenta después de escuchar al legendario Paul Desmond que el saxofón sería el vehículo que mejor le permitiría expresarse musicalmente. 
Tocó su primera actuación profesional de jazz con el saxo alto a los trece años, después de dominar el complejo lenguaje musical de Charlie Parker. Desarrolló un público local devoto al actuar con los músicos de jazz de Columbia, Johnny Helms y Terry Rosen, así como con otros miembros de la comunidad de jazz local.
Después de dejar Columbia cuando se graduó de la escuela secundaria Dreher, Potter asistió a la universidad en Nueva York, primero en la New School y luego en la Manhattan School of Music. A su llegada a Nueva York comenzó a actuar con Red Rodney y ganó una reputación como una nueva estrella en ascenso del saxofón.

## Grabaciones
Potter ha lanzado más de 15 álbumes como líder y ha actuado como acompañante en más de 150 CD, con muchos músicos destacados, entre ellos Red Rodney, Pat Metheny, Marian McPartland, Patricia Barber, Kenny Werner, Mingus Big Band, Paul Motian, Ray Brown, Jim Hall, James Moody, Dave Douglas, Joe Lovano, Wayne Krantz, Mike Mainieri, Steve Swallow, Steely Dan, Dave Holland, Joanne Brackeen, Adam Rogers y muchos más.
Su CD Vertigo de 1998 fue nombrado uno de los diez mejores CD de jazz del año tanto por la revista Jazziz como por The New York Times. El álbum fue inspirado por un ataque de la enfermedad de Ménière que le causó mareos severos y dañó su audición en un oído. Fue nominado para un Premio Grammy al Mejor Jazz Instrumental Solo por su trabajo en la grabación de Joanne Brackeen, Pink Elephant Magic. Su CD de 2004, Lift: Live At The Village Vanguard fue nombrado una de las diez mejores nuevas grabaciones de jazz del año por Fred Kaplan de Slate. Su lanzamiento de 2006, Underground, en el que graba con un conjunto eléctrico más basado en el "groove" con Craig Taborn en el teclado; Wayne Krantz o Adam Rogers en la guitarra; y Nate Smith en la batería, fue seguido de cerca por el lanzamiento en 2007 de Follow the Red Line: Live at the Village Vanguard, presentando a Adam Rogers en sus seis pistas. Otra grabación del grupo Underground fue lanzada en 2009, Ultrahang.

## Reconocimiento
Potter ha aparecido muchas veces en las ecuestas anuales de la crítica y el lector del Down Beat y recibió el primer premio como 'Rising Star' para 'Mejor Saxofonista' en 2004, 2005, 2006 y 2007. Fue nombrado recientemente como el Saxofonista Tenor del Año en 2013 por la Jazz Journalists Association.
En el número de diciembre de 2014 de Down Beat, que presentó los resultados de la encuesta anual de lectores, Potter fue nombrado el saxofonista tenor número uno en el mundo.
Algunas de las opiniones de sus colegas y de los críticos son las siguientes:
    "Chris estuvo en mi clase de composición en la New School [de Jazz and Contemporary Music, NYC] durante aproximadamente un año. Cuando me llamó para una clase privada, no tenía idea de cómo tocaba. Empezamos con una canción de bebop, pero él fue más lejos en lo segundo que tocamos, y en la tercera canción tocó en el idioma de mis contemporáneos, muchachos que crecieron siguiendo todas las bandas de Miles Davis y aspirando al tipo de esfuerzos espirituales que definieron la música de Coltrane. A la cuarta canción, yo era el quería aprender una lección de Chris ".
    - Kenny Wheeler, compositor, trompeta y fliscorno canadiense
    "Tiene una verdadera madurez especial. Toca con mucha confianza y realmente explora su dinámica dentro de la música. Tiene un ritmo hermoso e ideas fluidas. Es muy versátil y tiene una fuerte presencia en su tono y articulación, y puede caber en muchos escenarios porque toca rítmicamente el saxo de manera muy libre. Es por eso que lo escuchas con todos, desde Steely Dan hasta Pat Metheny. Definitivamente es un discípulo de Michael Brecker en cierta manera, y ha ido en una dirección que ha llevado a esos conciertos ".
    - Joe Lovano, saxofonista de jazz, en el álbum de Potter The Sirens
    "Potter se está convirtiendo en uno de los principales saxofonistas de la actualidad. Es un intérprete asombrosamente seguro y con mucho cuerpo y muestra destreza en cualquiera de los saxos, cada uno de los cuales toca en una forma muscular post-bop que está llena de giros sorprendentes ... "
    - Richard Cook, Brian Morton, Guía Penguin de Jazz en CD, 6.ª edición.
    "Un tenor que puede recordarte a Joe Henderson por su oficio, Potter emplea su técnica considerable al servicio de la música en lugar del espectáculo". [10]
    - The New Yorker

## Discografía

### Como líder
- Presenting Chris Potter (1994, Criss Cross) with John Swana, Kevin Hays, Christian McBride, & Lewis Nash
- Concentric Circles (1994, Concord)
- Concord Duo Series, Vol. 10 (1994, Concord) with Kenny Werner
- Sundiata (1995, Criss Cross) with Kevin Hays, Doug Weiss, & Al Foster
- Pure (1995, Concord)
- Moving In (1996, Concord) with Brad Mehldau, Larry Grenadier, & Billy Hart
- Unspoken (1997, Concord) with John Scofield, Dave Holland, & Jack DeJohnette
- Vertigo (1998, Concord) with Kurt Rosenwinkel, Scott Colley, & Billy Drummond
- Gratitude (2001, Verve) with Kevin Hays, Scott Colley, & Brian Blade
- This Will Be (2001, Storyville) Jazzpar Prize concert
- Traveling Mercies (2002, Verve) with John Scofield, Adam Rogers, Kevin Hays, Scott Colley, & Bill Stewart
- Lift: Live at the Village Vanguard (2004, Sunnyside) with Kevin Hays, Scott Colley & Bill Stewart
- Underground (2006, Sunnyside) with Wayne Krantz, Craig Taborn, Wayne Krantz, & Nate Smith
- Follow the Red Line: Live at the Village Vanguard (2007, Sunnyside) with Adam Rogers, Craig Taborn, & Nate Smith
- Chris Potter 10: Song for Anyone (2007)
- Ultrahang (2009, ArtistShare) with Adam Rogers, Craig Taborn, & Nate Smith
- Transatlantic (2011, Red Dot) with the DR Big Band
- The Sirens (2013 ECM)
- Imaginary Cities (2015, ECM)
- The Dreamer is the Dream (2017, ECM)
- Got the Keys to the Kingdom (2023, Edition Records) with Craig Taborn, Scott Colley, & Marcus Gilmore

### Como músico de sesión
Con Adam Rogers
- 2003 Allegory
- 2005 Apparations

Con Joey Alexander
- 2016 Countdown (Motema Music)

Con Burak Bedikyan
- 2013 Circle of Life (SteepleChase/Lookout)

Con David Binney
- 2003 South
- 2004 Welcome to LIfe
- 2005 Bastion of Sanity

Con Joanne Brackeen
- 1998 Pink Elephant Magic (Arkadia Jazz)

Con Dave Douglas
- 1998 Magic Triangle (Arabesque)
- 2000 Leap of Faith (Arabesque)
- 2002 The Infinite (RCA)
- 2003 Strange Liberation (Bluebird)

Con Mihály Dresch
- 2017 Zea

Con Yelena Eckemoff
- 2017 In the Shadow of a Cloud

Con Antonio Faraò
- 2000 Thorn (Enja)

Con Fleurine
- 2008 San Francisco (Storyville)

Con Urbie Green
- 1997 Sea Jam Blues (Chiaroscuro)

Con Billy Hart
- 1997 Oceans of Time (Arabesque)

Con Dave Holland
- 2000 Prime Directive (ECM)
- 2001 Not for Nothin' (ECM)
- 2002 What Goes Around (ECM)
- 2003 Extended Play: Live at Birdland (ECM)
- 2005 Overtime  (Dare2)
- 2006 Critical Mass  (Dare2)
- 2007 Monterey Quartet - Live at the 2007 Monterey Jazz Festival (Monterey)
- 2010 Pathways (Dare2)
- 2011 Archive Series Volume I  (Dare2)
- 2016 Aziza (Dare2)

Con Ryan Kisor
- 1999 Power Source

Con Dave Lisik
- 2017 Relativity

Con Joe Martin
- 2009 Not by Chance (Anzic Records, 2009)

Con Pat Metheny
- 2012 Unity Band (Nonesuch)
- 2014 KIN (←→), by Pat Metheny Unity Group (Nonesuch)
- 2016 The Unity Sessions (Nonesuch)

Con Mingus Big Band
- 1993 Nostalgia in Times Square (Disques Dreyfus)
- 1995 Gunslinging Birds (Disques Dreyfus)
- 1997 ¡Que Viva Mingus! (Disques Dreyfus)

Con Paul Motian
- 1994 Reincarnation of a Love Bird (JMT)
- 1996 Flight of the Blue Jay (Winter & Winter)
- 1997 Trio 2000 + One (Winter & Winter)
- 1998 Play Monk and Powell (Winter & Winter)
- 2005 On Broadway Vol. 4 or The Paradox of Continuity (Winter & Winter)
- 2006 Live at the Village Vanguard (Winter & Winter)
- 2006 Live at the Village Vanguard Vol. II (Winter & Winter)
- 2006 Live at the Village Vanguard Vol. III (Winter & Winter)
- 2010 Lost in a Dream with Jason Moran (ECM)

Con Ben Patterson Orquesta De Jazz
- 2016 Vital Frequencies (Bonecat)

Enrico Pieranunzi
- 2003 Fellinijazz

Con Red Rodney
- 1992 Then and Now (Chesky)

Con Jochen Rueckert
- 1998 Introduction

Con Antonio Sánchez
- 2007 Migración (CAM Jazz)

Con Alex Sipiagin
- 2007 Prints (Criss Cross)
- 2011 Destination Unknown (Criss Cross)
- 2013 Overlooking Moments (Criss Cross)
- 2017 Moments Captured (Criss Cross)

Con Mike Stern
- 2012 All Over the Place (Heads Up)

Con Steve Swallow
- 1996 Deconstructed (Xtra Watt)
- 1999 Always Pack Your Uniform on Top (Xtra Watt)
- 2001 Damaged in Transit (Xtra Watt)

Con Scott Tixier
- 2016 Cosmic Adventure (Sunnyside)

Con Kenny Werner
- 2007 Lawn Chair Society

Con Kenny Wheeler
- 2005 What Now?